# Jeff Wilkins (giocatore di football americano)
Jeffrey Allen Wilkins (Youngstown, 19 aprile 1972) è un ex giocatore di football americano statunitense soprannominato Money che ha giocato nel ruolo di placekicker nella National Football League (NFL). Al college ha giocato a football alla Youngstown State University.

## Carriera professionistica
Wilkins firmò coi Philadelphia Eagles nel 1994 ma giocò in sole sei partite senza tentare nemmeno un field goal o un extra point. La stagione successiva passò ai 49ers e anche se giocò in sole sette gare disputò una stagione superba segnando 12 field goal su 13. Nel 1996 Wilkins divenne il kicker a tempo pieno della squadra, segnando 30 field goal su 40 e tutti i tentativi di extra point.
Nel 1997 Jeff passò ai Rams, dove rimase per il resto della sua carriera divenendo il primatista di tutti i tempi della franchigia per punti segnati. Wilkins vinse il Super Bowl XXXIV, segnando tre field goal su quattro e 2 extra point nella vittoria dei Rams 23–16 sui Tennessee Titans. Inoltre segnò un field goal da 50 yard nella sconfitta dei Rams 20–17 nel Super Bowl XXXVI.
Il 29 febbraio 2008 Wilkins annunciò il suo ritiro.

## Palmarès

### Franchigia
- Super Bowl : 1

St. Louis Rams: XXXIV
- National Football Conference Championship: 2

St. Louis Rams: 1999, 2001

### Individuale
- Record NFL (condiviso) per la maggior percentuale di realizzazione di field goal in una stagione (100%, 17 su 17 nel 2000)
- Leader di tutti i tempi dei Rams per punti segnati

## Statistiche
| Field goal calciati | 375   |
| Field goal segnati  | 307   |
| Percentuale         | 81,9  |
| Punti segnati       | 1.416 |